# Dendrobium bicristatum
Dendrobium bicristatum är en orkidéart som beskrevs av Paul Ormerod. Dendrobium bicristatum ingår i släktet Dendrobium, och familjen orkidéer. Inga underarter finns listade i Catalogue of Life.